# Ala-pivô
Ala-pivô (português brasileiro) ou extremo-poste (português europeu) é uma das cinco posições no basquete, mais conhecida em português como posição 4 e em inglês como power forward, ou simplesmente PF. 

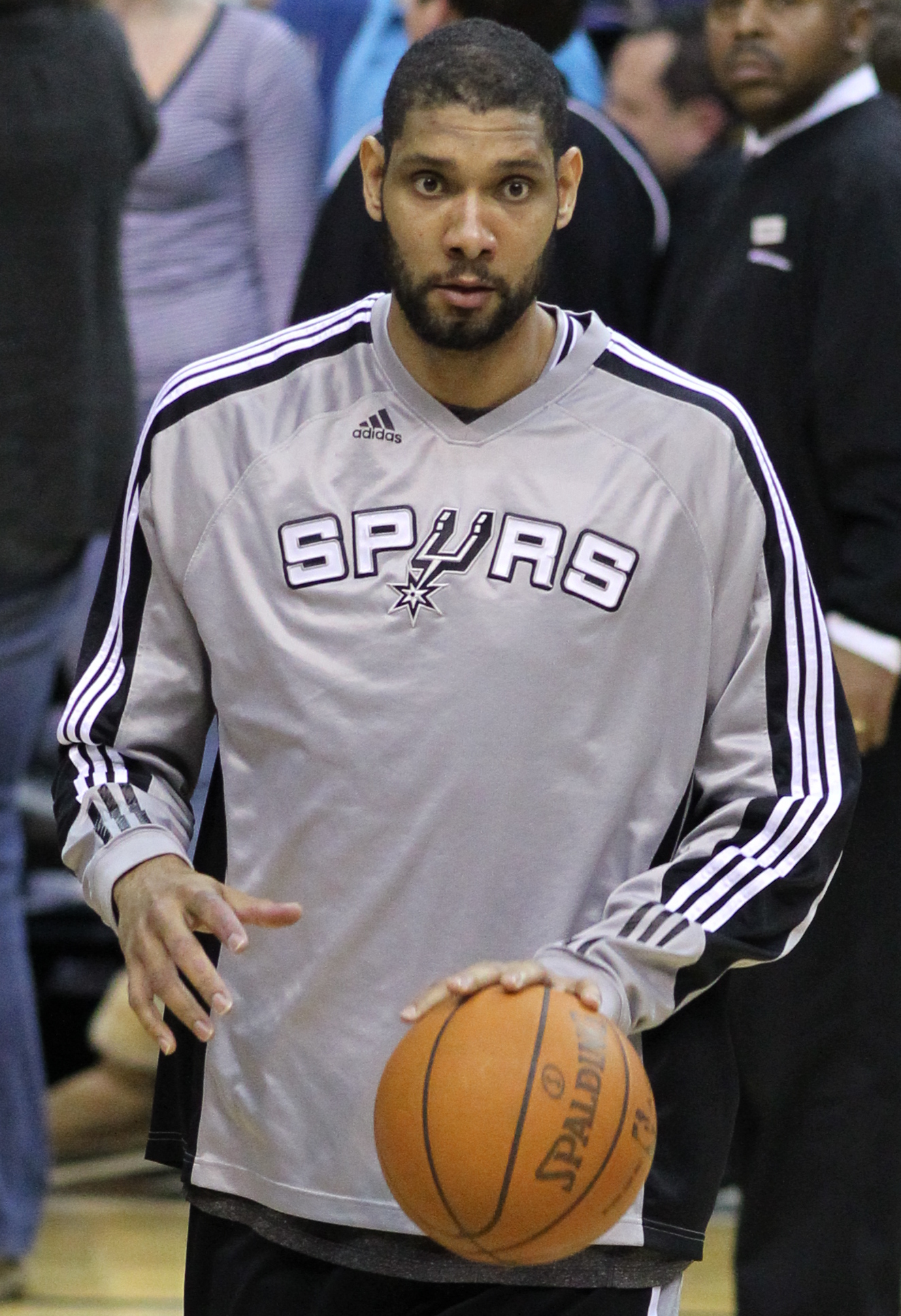
Tim Duncan é lembrado como um dos grandes alas-pivôs da NBA.

Eles desempenham um papel semelhante ao do pivô (center, em inglês). Eles geralmente jogam ofensivamente com as costas voltadas para a cesta e se posicionam defensivamente sob a cesta em uma defesa de zona ou contra o ala-pivô do outro time em uma defesa de homem para homem. A posição envolve uma variedade de responsabilidades, e uma das mais importantes é o rebote. Muitos são conhecidos por seu arremesso de média distância.
Alguns dos mais famosos alas-pivôs da história do basquete são Tim Duncan, Charles Barkley, Nate Thurmond, Karl Malone, Ben Wallace, Elvin Hayes, Kevin McHale, Kevin Garnett, Shawn Kemp e Dennis Rodman. Os jogadores mais famosos dessa posição atualmente são Giannis Antetokounmpo, Anthony Davis, Kevin Durant, Draymond Green, Domantas Sabonis, Kristaps Porziņģis e Zion Williamson, além de Pau Gasol e Kevin Love que são estrelas internacionais.